# Dolichopeza albitarsis
Dolichopeza albitarsis är en tvåvingeart som först beskrevs av Enrico Adelelmo Brunetti 1918.  Dolichopeza albitarsis ingår i släktet Dolichopeza och familjen storharkrankar. Inga underarter finns listade i Catalogue of Life.